# 2010年廣州撐粵語行動
廣州撑粵語行動是中国广东省廣州市的部分市民（主要爲本地廣州人，同時亦有非本地人士參加）於2010年中發起的一系列捍衛粵語的行動。事件引起粵港澳三地網民討論和當地媒體報導。

## 歷史背景
1956年2月6日，中華人民共和國政府實施推廣普通話政策。1982年北京將普通話定為國家唯一的官方語言，廣州各市政部門及教育機構開始逐步采用漢语普通話取代廣州話作爲主要行政及教學语言，而廣州市区原先的主流語言粵語，通行程度逐漸被削弱。2001年1月1日推行的《中華人民共和國國家通用語言文字法》再次確認了普通話這一官方語言地位，並且推廣普通話在全國範圍內的使用。
由於普通話是官方語言，國家廣播電影電視總局（SARFT）嚴格限制其他地方語言在電視電影中使用，只有在當地語言地區及得到地方政府的批准後，才可以在地方電視台上使用。1988年，廣電部批准廣東電視台在其珠江頻道和廣州電視台中使用粵語，以應對香港電視台在珠三角地區的影響力。
儘管粵語獲准在地方電視台使用，但普通話的推廣加粵語在文化社會上的限制，導致了該語言年輕一代中的使用率不斷下跌。由1990年代末開始，廣州部分中小學校禁止學生在校期間使用粵語，違例者可被减扣「道德操行分」，有人稱之為「說二十句粵語，三好學生無緣」。同时间亦有部分家長發現其子女在家裡不说廣州話，甚至乎連看粤語配音動畫片的興趣也没有。儘管法律沒有明確禁止學校開設粵語課，但學校更普遍提倡使用普通話。随着近年来广州市外来入口的增加，00后中大部分几乎不会说粤语。
自1990年代中以來，廣東鄰近的廣西壯族自治區，尤其是首府南寧，在20世纪仍是粤语活躍地區之一，后在市政府在推行普通話政策多年後進行的非正式统计顯示，粵語人口已跌至不足三成，且多数为長者。

## 事件開端

### 政協委員的提案
2010年6月廣州市政協舉行了一個網上問卷調查，建議增加廣州市營電視頻道的普通話節目，其問卷內容一面倒，類似“軟強迫”，惹人質疑。調查結果顯示有超過八成的人反對该项提議，並且引發粵語存廢的激烈討論。
2010年7月5日，廣州市政協提案委副主任纪可光正式向广州市人民政府提交《關於進一步加強亞運會軟環境建設的建議》，當中包括將主要使用粵語的廣州電視台綜合頻道或新聞頻道改為主要使用普通話廣播，或是在兩者的主時段使用普通話廣播。隨即引起廣州市各界的強烈反對及批評。雖然市政協承認早前的網上問卷調查結果「符合廣州當前的實際情況」，仍表示有需要通過宣傳教育，引導廣州市廣大電視觀眾「正確認識國家中心城市的地位，與廣州電視台以普通話為基本播音用語的關係」。廣州電視台經濟頻道於2009年改用普通話廣播後，收視率大跌，而综合频道的午間普通話新聞由於收視欠佳，於2010年1月改用粵語播出。市政協提案委認為電視台為了收視而使用粵語廣播是「因噎廢食」。
7月中，有市民發現明代名將袁崇煥在東莞石碣故鄉袁崇煥紀念公園的粵語口頭禪銘牌被當地文化部門鑿走。原來的金色銘牌上刻有袁打仗時的口頭禪「掉哪媽（屌你母），頂硬上！」《香港蘋果日報》指事件「令廣東話捍衞戰火上加油」。

### 其他
7月9日，羊城晚報報道广州市越秀区執信南路小學要求學生在課外時間也要使用普通話，有受訪家長表示學生如果被發現說粵語，就會被記名及交給教師處理，甚至以扣分、「全校點名批評」作懲罰，因此其女兒不敢說粵語，長久下來就變成不會說粵語。
新快报以《不要小看割向粤语的每一刀》為題評論，「一所小学对粤语的封杀令，表面上看去无关全局，但是这一刀下去，扼杀的不仅仅是一个语言工具，更是在某种程度上阻断了孩子们进入粤语这种生活方式的成长之路；一个电视台删减几个粤语节目，表面上看去无伤大雅，甚至为了某些名义还显得有些必要，但是这刀一旦出鞘，收回来却不容易，因为明天、后天还有更多更为重要的“名义”催生更多的刀子。毋庸多言，其他地方方言的遭遇便是最好的例证。或许，在主政者的真实意图里，绝非是要把粤语置于死地，甚至我们也相信谁都会对自己所在的城市和母语是感到自豪的，主政者也不例外。只不过，他们常常有更为“紧要”的事情去做，而在这个过程里，所有“非紧要”的事务都要为这些“紧要”的事务让路，这种简单粗暴的轻重缓急之分已经导致他们逐渐丧失了对民意的基本认知能力。这就是为什么当权力之刀一刀一刀地奔向粤语而去之时，当汹涌澎湃的民意满载全城之时，某些主政者仍然可以自信满满地宣称只要施加“引导”就能扭转乾坤。」搜狐網的轉載標題為《广州台普通话播音续，粤普之争折射权力简单粗暴》。
新唐人电视台报道指，有網民認為政府的做法有一定的政治用意：時任中共中央政治局常委習近平是下任黨和國家最高領導人的熱門人選，外界普遍認為他於2012年秋召開的中共十八大上接替胡錦濤出任中共中央總書記。以普通話稱呼其為「習總書記」並無不妥之處，但粵語發音卻與「雜種書記」一樣（“習”“雜”同音，均為zaap6）。

## 事件經過
在提案提出後，有網民模仿香港電影《歲月神偷》海報創作《碎粵神偷》諷刺海報，對提案人紀可光進行諷刺。另外，有網民把今次爭議與中國大陸語文教材中的課文，法國短篇小說《最后一课》所述情境相提並論。
7月11日，一群廣州市民在人民公園舉行捍衛粵語活動，參加者一同唱1980年代的粵語流行曲，在場有人手持模仿香港政府宣傳政改口號的「廣州話起錨」標語。
7月16日，廣東省委書記汪洋在廣東省委十屆七次全會上引用《論語》故事，表示廣東基本上已「富之」，下一步更重要的是「教之」，要「以教開智，以文化人」，在談及如何「教之」時提及要推廣普通話。 香港《蘋果日報》指汪洋的講話反映官方對民間呼籲保護粵語的立場仍然強硬。
7月19日，廣州市委副書記苏志佳向媒體表示粵語是嶺南文化的重要組成部分，市委、市政府從未有想過「廢除粵語」、「弱化粵語」。同日《人民日報》有文章指出今次爭論已「波及整個粵港澳地區，以及粵語移民較多的加拿大和澳大利亞等地」。
7月21日，自由亞洲電台有文章指出「今次粵語存廢之爭，在全國引起了討論，激起了上海、北京、新疆等地對方言處境的反思，在粵語覆蓋區域香港，亦引起香港人保衛粵語的共鳴」。

### 第一次遊行

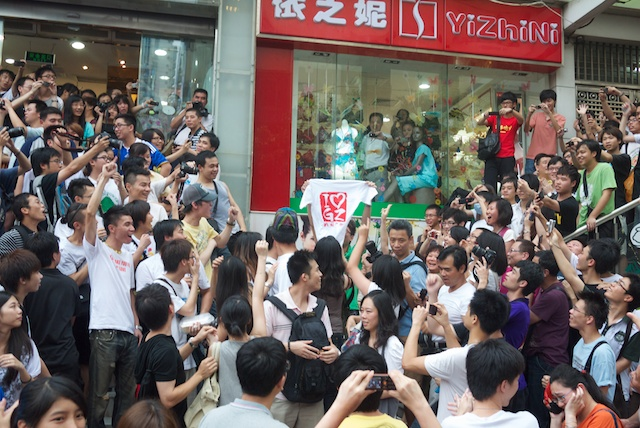
“齐撑粤语大行动”现场有人展示“I❤GZ”字样的衣服

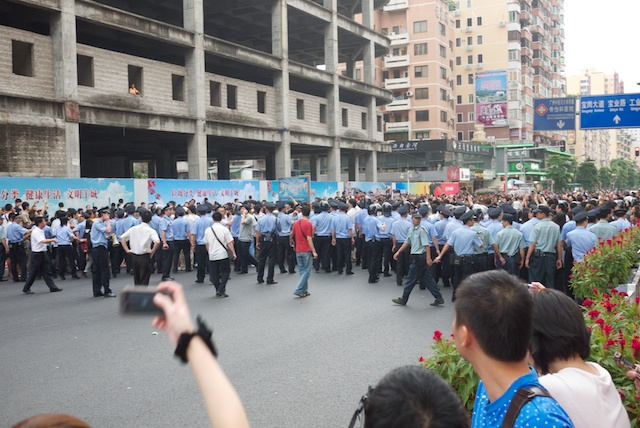
警方出动清场

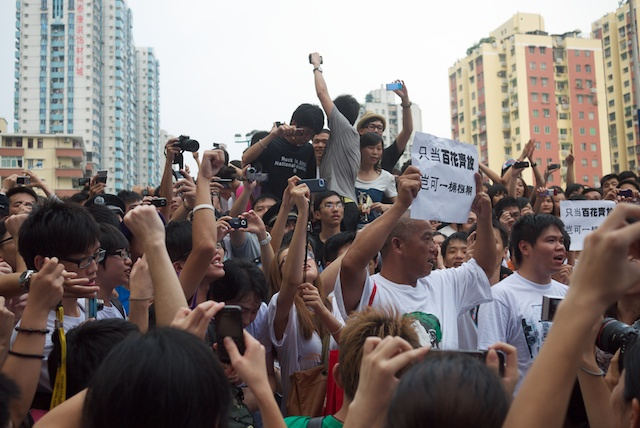
2010-07-25_Guangzhou_mass_assembly

7月25日，一批廣州市民在廣州地鐵江南西站A出口聚集支持粵語，但被警察阻撓，江南西站A出口一度被封閉。
該次活動的主辦者在事前已向公安局備案，其後由於政府當局施壓，被迫自行取消活動。然而25日仍然有大批市民在下午5點準時到達江南西站A出口自發聚集，游行进行一小时后公安开始驱散人群，直至晚上7时人群才逐渐散去。
因廣州江南西站A出口地處繁華商業區，人流量大，現場很難區別主動參與集會人士與逛街人士，故關於參與人數的數字有多種說法。香港《蘋果日報》指有接近一萬人參加，香港《文匯報》則指有數百人參加，自由亞洲電台粵語部引述在場人士稱有2000多人參加。
7月27日，2010年香港書展結束，有參加書展的書商表示，近期「撐粵語」議題使粵語相關書籍的銷量大升。
7月28日，中共廣州市委副書記蘇志佳再次明確表示廣州市委、廣州市政府無意廢除與弱化粵語，「推普廢粵」純屬子虛烏有。當局公佈一名來自湖北的余姓男子因為在網上散佈「已經公安機關批准，有兩萬人在某地聚集」的信息，被警方行政拘留。
7月29日，广东省省长黄华华在台湾媒体见面会上，回应关于近期广东民间对普通话与粤语地位的争论，他表示粤语作为广东文化体系的重要部分一定会保留，不可能为推广普通话而削弱粤语使用。普通话与地方方言之间没有影响，应该是相互促进。对于普通话和粤语，他认为都要保留，而且两种语言要继续为多元文化继续发挥作用 。

### 第二次遊行

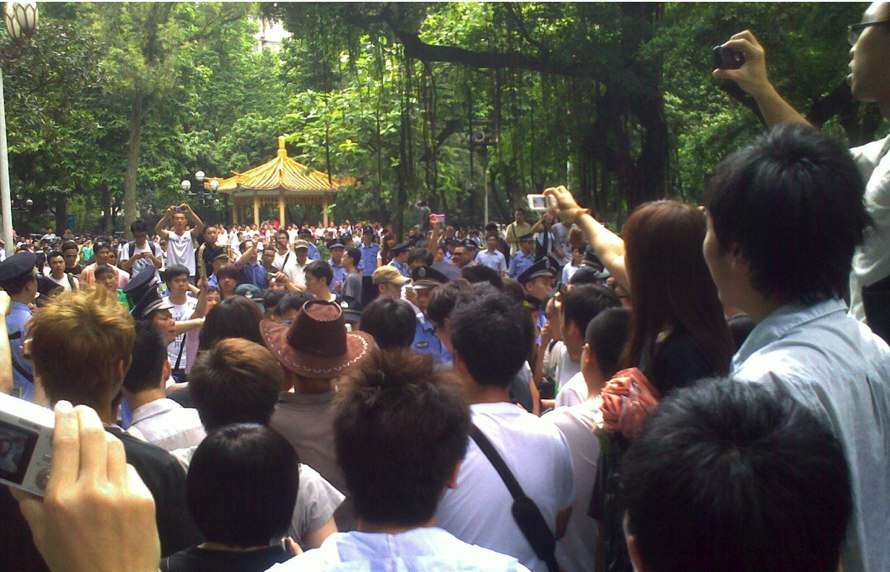
Aug1protest

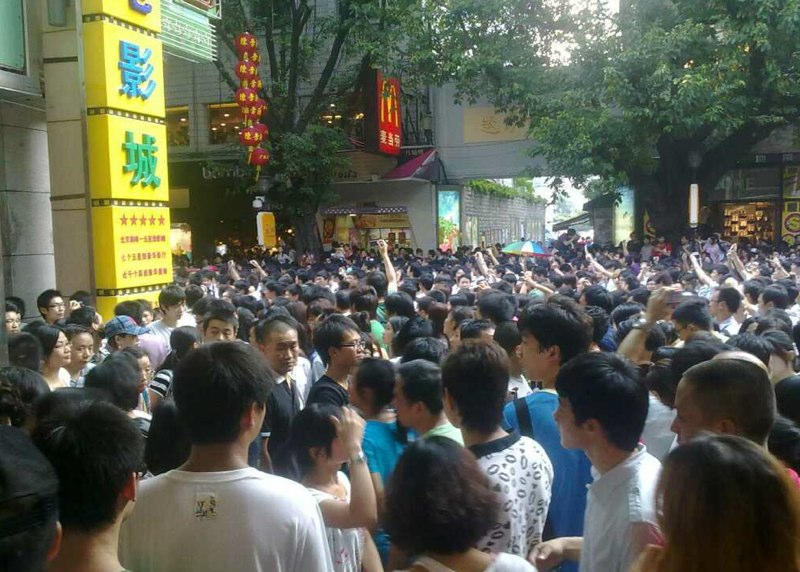
Aug1protestbjlu

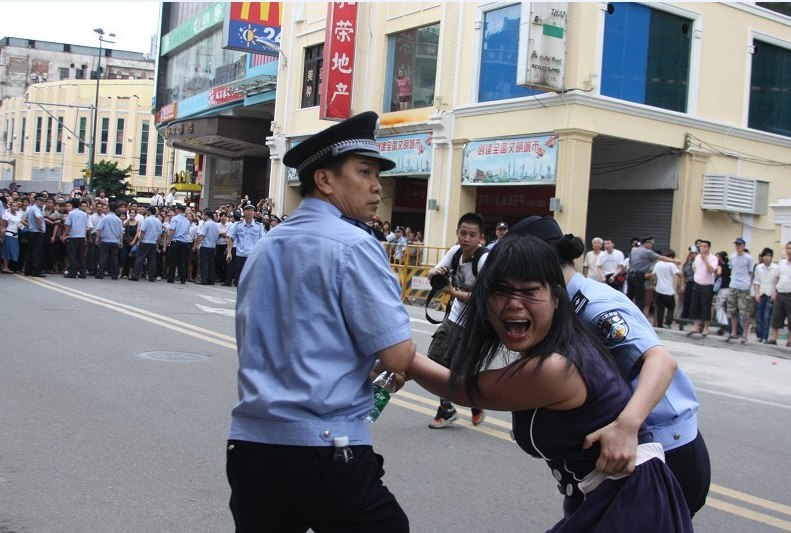
Aug1arrest

8月1日，廣州有民眾在人民公園聚集支持粵語，被警察強行清場後，轉到附近的北京路和烈士陵园遊行，人數以千計，有多名在場者，包括7名香港记者，被警察強行帶走，而遊行隊伍在北京路南被警方用工程護欄攔截，之後遊行人士被警員圍堵帶走。8月2日當局宣佈有3人因「帶頭滋事、堵塞交通、擾亂公共場所秩序」被警方行政拘留，聲稱其餘被帶走的人經警方教育後獲釋。8月1日香港有約二三百人集會聲援廣州的撐粵語活動。有廣州人專程來港，參加香港撐粵語遊行。新浪微博在當晚將含有“粵”字的微博屏蔽，而中文維基百科的「2010年廣州撐粵語行動」條目在廣東省亦不能正常訪問。
8月2日，有香港的廣東省政協常委指「香港有人」挑撥離間、煽動廣州人示威。
8月4日，廣東省委書記汪洋在「迎接亞運會倒計時100天誓師動員大會」上表示「推普廢粵」是子虛烏有，他說：「我都在學廣東話，誰敢廢粵？」 同日台灣媒体《旺報》有文章把廣州的撐粵語運動形容為「一場廣州的文藝復興」。
9月18日、19日，香港人蔡淑芳，與博客寫手鐘雙羽發起全球撐粵行動。因當局在大陸已提前打压未能成功外，在香港和美國如期舉行。

## 後續事件
广东省人民政府在2011年12月17日公布《广东省国家通用语言文字规定》，指政府机关、教育、媒体等界别的人士需使用普通话而非方言，引起民众不满。广东省政府发言人表示，此举没有限制方言的运用。
2014年4月2日，廣州台（綜合頻道）在晚上7點黃金時段開始轉播中国中央电视台综合频道《新闻联播》节目至今，而電視台並沒有事先諮詢公眾及發出節目調動指引，原本該時段播映的節目是《廣視新聞》完結後的《天氣報告》及《合家歡劇場》（均為粵語配音劇集）。據電視台宣傳稱，《合家歡劇場》常年收視率穩定在7.5以上，在本土劇場收視排行榜上佔據絕對優勢地位。广州市文化广电新闻出版局在答复相关问题时称“这是遵照执行执行国家广播电视相关法律法规，……通过新闻联播，人民群众能够及时了解党中央的动态、国家发生的重大事件。”而国家新闻出版广电总局并沒有法例強制規定地级電視台必須在主頻道轉播《新聞聯播》。廣州電視台在此前已先後在經濟頻道和英語頻道（后改为生活频道，目前已并入南国都市4K频道）轉播《新聞聯播》。
广东新闻台在2016年1月起進行新年改版，《正點報道》所有時段均被改為普通話，其餘大多數粵語節目也陸續遭到撤換，现时主要时段遗留广告由粤语制作。